# Paranapis isolata
Paranapis isolata är en spindelart som beskrevs av Norman I. Platnick och Forster 1989. Paranapis isolata ingår i släktet Paranapis och familjen Anapidae. Inga underarter finns listade i Catalogue of Life.